# 571 هـ
571 هـ هي سنة في التقويم الهجري امتدت مقابلةً في التقويم الميلادي بين سنتي 1175 و1176.

## مواليد
- أبو الحسن الشاذلي
- الخليفة العباسي الظاهر بأمر الله

## وفيات
- رضي الدين السرخسي